# 미야사키촌
미야사키촌(일본어: 宮前村)은 1889년 4월 1일부터 1937년 6월 1일까지 존재했던 일본 가나가와현 다치바나군의 촌이다. 

## 지리
현재의 가와사키시 미야마에구 남부에 해당한다. 동쪽 일부는 다카쓰구에 걸쳐 있다.

## 역사
- 1889년 4월 1일 - 정촌제 시행에 의해 다치바나군 미야사키촌이 성립하였다.
- 1937년 6월 1일 - 가와사키시에 편입해, 동일 미야사키촌은 폐지되었다.
- 1972년 4월 1일 - 가와사키시가 정령지정도시로 승격해 구촌은 다카쓰구가 되었다.

## 교통

### 철도노선
도큐 덴엔토시선 미야자키다이역, 미야마에다이라역, 사기누마역은 당시 미개업 상태였다. 촌의 지명을 딴 가지가야역은 구 다치바나촌 오아자 스에나가미(현 가와사키시 다카쓰구 스에나가미)에 위치해 있다. 

### 도로
- 아쓰기 오야마 가도 (현 국도 제246호선)

## 참고 문헌
- 角川日本地名大辞典編纂委員会,『角川日本地名大辞典 神奈川県』1984, 角川書店
- 大日本篤農家名鑑編纂所編『大日本篤農家名鑑』大日本篤農家名鑑編纂所、1910年。